# Ambassade d'Allemagne en Éthiopie
L'Ambassade d'Allemagne à Addis-Abeba est la représentation diplomatique officielle de la République fédérale d'Allemagne en Éthiopie.

## Localisation
L'ambassade est située au nord du centre-ville dans le district de Yeka. L'adresse est donnée comme Yeka Kifle Ketema (K Hebena), Woreda 03. Le site Internet utilisé comme source contient un lien vers un plan du site  ; voir aussi les coordonnées données dans cet article.

## Organisation
L'ambassade s'occupe des sujets de la politique, de l'économie, de la culture et de l'éducation. Il offre des services complets de visa et consulaires. Il y a un attaché militaire à l'ambassade.
La soi-disant micro représentation à Djibouti ( République de Djibouti ) est prise en charge en matière juridique et consulaire (dont la délivrance des visas) par l'Ambassade Addis Abeba ; elle s'occupe également d'eux pour les questions administratives.

## Histoire
En 1905, l'Empire allemand établit des relations diplomatiques avec l'ancien Empire d'Abyssinie avec l' Ambassade Rose . Dans le cadre de la réciprocité, en 1906, l'empereur Menelik II a donné à l'ambassade d'Allemagne un site sur la rivière Kabana pour une utilisation illimitée et gratuite à des fins d'ambassade. La construction de l' ambassade impériale d'Allemagne a été achevée en 1907. La zone spacieuse est toujours le siège de la mission diplomatique allemande.
L'ambassade d'Addis-Abeba a été fermée en 1936 et rouverte en tant que légation le 14 janvier 1954.  .L'accord sur l'utilisation des locaux de l'ambassade à partir de 1905 a été formellement renouvelé  . Le 12 Il a été promu ambassade en mai 1956.
La RDA a pris le 1er Février 1973 Établissement de relations diplomatiques avec l'Éthiopie. Entre 1973 et 1990, des diplomates allemands ont travaillé  à Addis-Abeba avant la fermeture de l'ambassade en 1990 lorsque l'Allemagne de l'Est a rejoint l'Allemagne de l'Ouest.

## liens web
- Site de l'ambassade
- Liste des représentations de la République fédérale d'Allemagne à l'étranger
- Sites Internet des représentations allemandes à l'étranger (Foreign Office)